# Monika Eggens
Monika Eggens, född 25 december 1990 i Maple Ridge i British Columbia, är en kanadensisk vattenpolospelare. Eggens debuterade 2009 i det kanadensiska damlandslaget och tog sedan silver i damernas vattenpoloturnering i samband med panamerikanska spelen 2011 i Guadalajara. Silver tog hon på nytt i damernas vattenpoloturnering i samband med panamerikanska spelen 2015 i Toronto. Den gången gjorde Eggens två av Kanadas fyra mål i finalmatchen mot USA. Hennes målsaldo i 2015 års panamerikanska turnering var nio mål.